# Taractocerini
Los taractocerinos (Taractocerini) son una tribu de lepidópteros ditrisios de la subfamilia Hesperiinae  dentro de la familia Hesperiidae.

## Géneros
- Arrhenes
- Banta
- Cephrenes
- Kobrona
- Mimene
- Ocybadistes
- Oriens
- Pastria
- Potanthus
- Sabera
- Suniana
- Taractrocera
- Telicota